# Janiszewo (Pelplin)
Janiszewo [janiˈʂɛvɔ] (deutsch bis 1920 Alt Janischau, 1942 bis 1945 Altjanischau) ist ein Dorf der Stadt-und-Land-Gemeinde Pelplin im Powiat Tczewski (Dirschau) der Woiwodschaft Pommern, Polen. Es hat (2011) 492 Einwohner.

## Geographische Lage
Janiszewo liegt an der Droga wojewódzka 230 (DW 230). Der Ort liegt etwa 5 km südlich von Pelplin, 24 km südlich von Tczew und 54 km südlich der Regionalhauptstadt Danzig. Er befindet sich in der ethnokulturellen Region Kociewie in der historischen Region Pommerellen. Ein Nachbardorf ist Janiszewko (Neu Janischau), am linken Ufer der Wierzyca (Ferse), etwa 2 km nördlich und ebenfalls an der Straße nach Pelplin gelegen.

## Geschichte

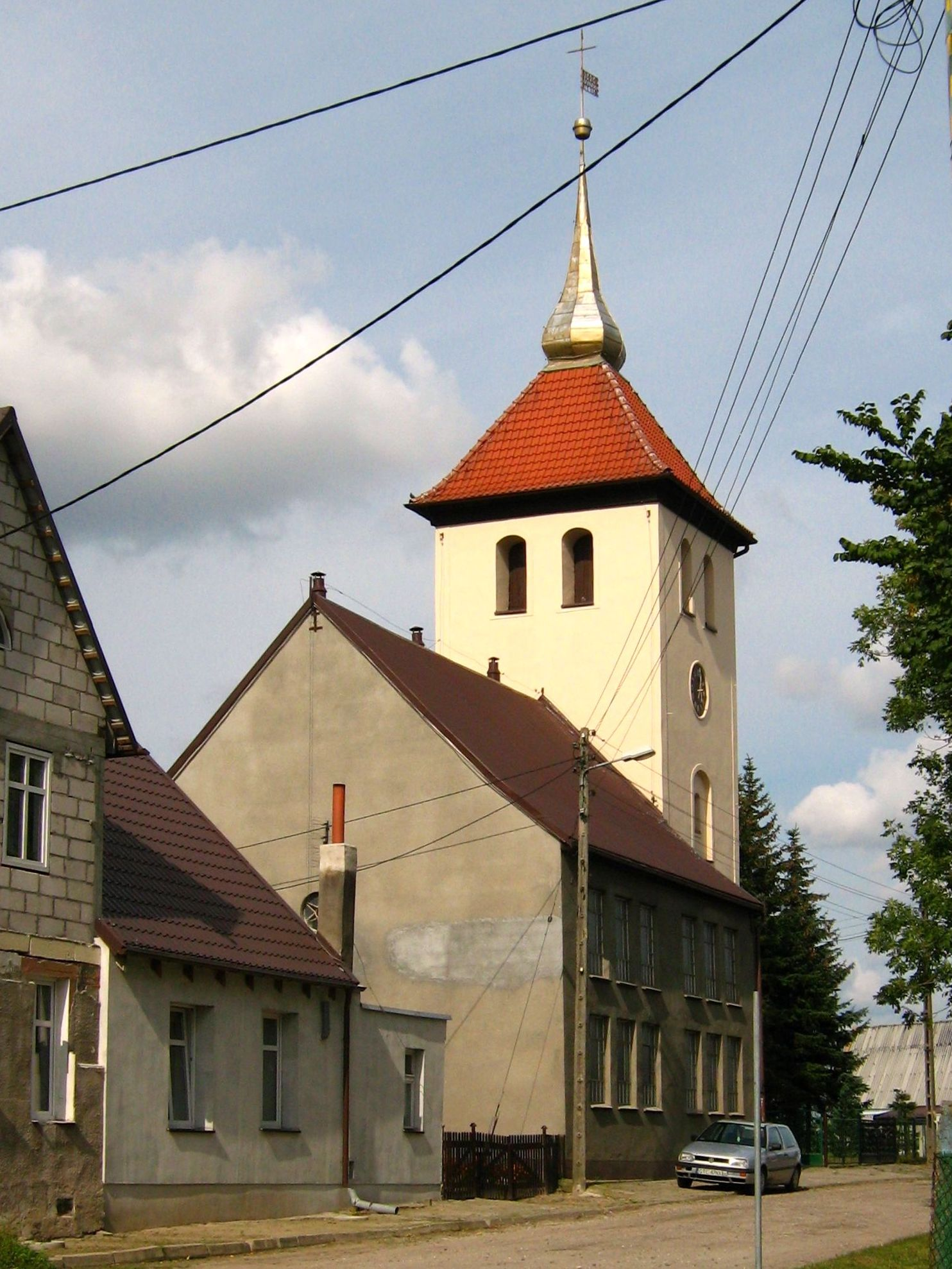
Zuständiger Pfarrsprengel für die evangelischen Bewohner war Rauden mit seiner Barockkirche aus dem Jahr 1761. Blick von Norden, 2012

Janiszewo/Janischau war ein königliches Dorf der polnischen Krone, das heute administrativ im Landkreis Tczew in der Woiwodschaft Pommern liegt.
Auf dem Territorium Westpreußens waren an zahlreichen Stellen Artefakte aus prähistorischer Zeit gefunden worden, darunter Steinkistengräber, die Urnen enthielten. Etwa 1883 legte man in Janischau, „auf der ganzen linken Seite zur Ferse hin“, viele prähistorische Steinkisten frei, die Urnen mit Leichenbrand und kleinen Kettchen enthielten.
1229 erhielt das Kloster Oliva das Mewer Land als Schenkung von Herzog Sambor II., und in diesem Zusammenhang wurde die Stadt Mewe erstmals erwähnt. Von insgesamt 14 Dörfern, die nach Urkunden von 1279, 1281 und 1283 im Mewer Land zu suchen sind, lassen sich nur noch Gymee (Mewe), Sprudoho (Sprauden) und Jamsson (Janissor, Janischau) nachweisen.
1309 gelangte Pommerellen in den Besitz des Deutschen Ordens und somit zum Deutschordensstaat Preußen, der das Gebiet 1466 als Königliches Preußen an die Krone Polens abtreten musste. Von der Reformation blieb dieser Teil Pommerellens weitgehend unbeeinflusst, lediglich einige Mennoniten siedelten ab dem 17. Jahrhundert in der Gegend, sie verließen aber Westpreußen zwischen 1772 und 1870 wieder.
Der Deutsche Orden hatte seit den 1330er Jahren eine intensive Siedlungsarbeit geleistet. So wurden in der näheren Umgebung als Zinsdörfer begründet: Skórcz (Handfeste 1339), Hoch-Stüblau (1340), Thymau (1351), Janischau (1351), Wiesenwalde (1352) und Jesewitz (1355).
Liebenau, Rauden, Gremblin und Janischau, stattliche Bauerndörfer auf dem fruchtbaren Höhenrand vor der Weichselniederung, gingen seit langem eigene Wege als Gratialdörfer im Pacht- oder Pfandbesitz von bedeutenden Adligen. Im 18. Jahrhundert befand sich das Rittergut Alt Janischau u. a. jahrzehntelang im Besitz von Adam von Canden-Trzcieński, Kastellans von Kulm.
1772 kam Janischau vom Königlichen Preußen zum Königreich Preußen. 1789 enthielt Janischau 18 Feuerstellen. Im Zeitraum von 1796 bis 1802 entstand das benachbarte Bauerndorf Neu Janischau.
Im Zeitraum von 1826 bis 1827 lief ein behördliches Antragsverfahren, betreffend die Anlegung einer Schneidemühle durch den Müller Karl Stock in Alt-Janischau, Kreis Mewe, dessen Akten im Staatsarchiv Danzig erhalten sind. Dem Mühlenbesitzer Stock erteilte die Regierung laut Bekanntmachung von 15. Juni 1827 die Genehmigung, seinem Grundstück den Namen Stocksmühle beizulegen. Aber bereits kurze Zeit nach der Inbetriebnahme der Mühle ereignete sich eine folgenschwere Feuersbrunst, wie die Preußischen Provinzial-Blätter, in denen auch Unglücksfälle und Verbrechen dokumentiert wurden, berichteten (S. 479): „Am 30. December 1828 brandte die sogenannte Sauer-Mühle im Kreise Schwetz, am 10. Januar eine Bockwindmühle zu Gr.-Tromnau und am 17. die Stocks Mühle bei Alt Janischau mit sämmtlichen Mühlengebäuden beide letztere im Kreise Marienwerder ab.“
Im Jahr 1845 wurden die Eheleute Michael und Helena Engler aus dem Bauerndorf Neu Janischau aktenkundig:

„Die von dem Michael und Helena geborne Macknap Englerschen Eheleuten unterm 10ten März 1803 ausgestellte, und eodem dato vor dem Patrimonial-Gerichte Janischau recogniscirte Schuld- und Verpfändungs-Urkunde nebst Recognitions-Schein vom 10ten März 1803, über das für den Erbpächter Hochschulz in Roppuch auf dem damals den gedachten Englerschen Eheleuten gehörige in dem adlichen Dorfe Janischau belegene Grundstück (jetzt Neu-Janischau No. 1). sub Rubr. I No. 2. ingrossirte Darlehn vor 500 Rthlr. nebst 6 pCt. Zinsen.“

Im Topographisch-statistischen Handbuch für den Regierungsbezirk Marienwerder (1868) sind Alt und Neu Janischau aufgeführt. Während Alt Janischau (Alt-Janischau geschrieben) als Rittergut (mit Vorwerk Fersenthal und Etb. [= Etablissement] Stocksmühle) angegeben ist, ist Neu-Janischau als Dorf angegeben. Beide Orte gehörten zum Polizeibezirk Dom[äne] Alt-Janischau, die Evangelischen waren dem Pfarrsprengel Rauden zugeteilt, die Katholiken dem Pfarrsprengel Adl. Liebenau. Alt Janischau gehörte zum Schulverband Kulitz, Kreis Preußisch Stargard, Neu Janischau aber zum Schulverband Rosenthal. Alt Janischau hatte 29 Gebäude mit 221 Einwohnern (davon 16 evangelisch und 200 katholisch) und ein Areal von 2830,74 Magdeburger Morgen. Neu Janischau hatte 29 Gebäude mit 184 Einwohnern (18 evangelisch und 166 katholisch) und ein Areal von 942,00 Magdeburger Morgen.
Am 7. Mai 1874 erfolgte die Bildung des Amtsbezirks Brodden aus den Landgemeinden Kurstein und Neu Janischau und den Gutsbezirken Alt Janischau, Brodden Domäne, Broddenermühle und Czierspitz (6 Gemeinden/Gutsbezirke). Er wurde zunächst verwaltet vom Amtsvorsteher in Alt Janischau. Amtsvorsteher war anfangs Gutsbesitzer Gustav Wächter in Alt Janischau für 6 Jahre. Amtsvorsteher-Stellvertreter (und für ein Jahr zugleich Stellvertreter des Standesbeamten für den 27. Standesamtsbezirk Brodden) war der Ökonom Pieske in Stocksmühle.
„Auf dem Pfarrgehöft zu Alt-Janischau wurden ein Vierfamilienwohnhaus, ein Stallgebäude und eine Scheune erbaut“, heißt es 1886 in der Zeitschrift für Bauwesen (Verlag von Ernst & Korn, Berlin 1886, S. 421).
Auf dem Gelände der nach ihrem Gründer (Stock) benannten Stocksmühle hat man gegen Ende des 19. Jahrhunderts Schwedenschanzen gefunden.
Im Jahr 1890 ging das Rittergut Alt-Janischau von Georg Salzmann aus Danzig für 385.000 Mark an Johann Gottlieb Herbig aus Sachsen über.
Die Stocksmühle in Alt Janischau wurde nach 1910 in eine Überlandzentrale umgewandelt. „Die Überlandzentrale ‚Westpreußen‘, Stocksmühle, hat mit der Stromlieferung nach hier begonnen“, verlautete 1912 in der Elektrotechnischen Zeitschrift.
Nach dem Ersten Weltkrieg, wurde der Amtsbezirk Brodden und damit auch die Landgemeinde Janischau als Teil des so genannten Polnischen Korridors im Januar 1920 an Polen abgetreten.
Am 24. Oktober 1940 wurde der Amtsbezirk Pelplin-Land aus der Landgemeinde Pelplin gebildet. Er umfasste die Gemeinden Alt Janischau, Bielawken, Kulitz, Neu Janischau, Neuhof, Pommey, Raikau, Romberg und Roppuch (9 Gemeinden). Mittels Ankündigung im Verordnungsblatt des Reichsstatthalters in Danzig-Westpreußen wurde 1942 das Dorf Alt Janischau in Altjanischau und der Ortsteil Neu Janischau in Neujanischau umbenannt.
In den Jahren 1975 bis 1998 gehörte Janischau zur Woiwodschaft Danzig. Im Jahr 2011 zählte der Ort 492 Einwohner.
Das benachbarte Janiszewko hat heute etwa 20 Häuser mit 184 Einwohnern. Im Dorf gibt es eine freiwillige Feuerwehr.

## Persönlichkeiten
- Adolf Mendrzik (1862–1922), Rittergutsbesitzer zu Alt Janischau